# Milly-la-Forêt
Milly-la-Forêt ist eine zentralfranzösische Gemeinde mit 4582 Einwohnern (Stand: 1. Januar 2022) im Département Essonne in der Region Île-de-France. Sie gehört zum Arrondissement Évry und ist Verwaltungssitz des Gemeindeverbands Communauté de communes des 2 Vallées. Die Einwohner werden Milliacois und Milliacoises genannt.

## Lage und Klima
Der Ort Milly-la-Forêt liegt am Flüsschen École in der alten Kulturlandschaft des Gâtinais in der Île-de-France gut 62 km (Fahrtstrecke) südlich von Paris in einer Höhe von 70 m. Das Gemeindegebiet gehört zum Regionalen Naturpark Gâtinais français. Das Klima ist gemäßigt; Regen (ca. 635 mm/Jahr) fällt übers Jahr verteilt.

## Bevölkerungsentwicklung
| Jahr      | 1800 | 1851 | 1901 | 1954 | 1999 | 2015 |
| Einwohner | 1905 | 2208 | 2379 | 2609 | 4601 | 4726 |

Die annähernde Verdopplung der Einwohnerzahl zwischen 1954 und 1999 ist hauptsächlich auf die relative Nähe zum Großraum Paris zurückzuführen, der mit dem Auto in ca. 45 min zu erreichen ist. Ein großes Neubauviertel ist im Südwesten der Gemeinde entstanden.

## Wirtschaft
Milly-la-Forêt ist immer noch traditionell landwirtschaftlich orientiert; die Bewohner lebten als Selbstversorger von den Erträgen ihrer Felder und Gärten und von ein wenig Viehzucht. Schon im ausgehenden Mittelalter wurden aromatische Kräuter und Heilpflanzen angebaut, für die die Gemeinde auch heute noch bekannt ist; hier befindet sich das Conservatoire national des plantes à parfum, médicinales, aromatiques et industrielles.

## Geschichte
Die Geschichte der Region lässt sich bis in die gallorömische Epoche zurückverfolgen; in merowingischer Zeit gehörte Milly zur Abtei Saint-Wandrille. Karl Martell (reg. ca. 715–741) führte das Gâtinais in den Besitz der Krondomäne (Domaine royal) zurück, doch blieb die Region bis ins 14. Jahrhundert zwischen der Krone und ihren Günstlingen einerseits und der Grafschaft Anjou bzw. den Vizegrafen von Sens und anderen Prätendenten umstritten. Im Hundertjährigen Krieg (1337–1453) fiel sie zeitweise an die Engländer, doch danach kam sie wieder in den Besitz der Krone. Um das Jahr 1500 wurde Milly-la-Forêt von Louis Malet de Graville, der den Titel Admiral von Frankreich innehatte, mit einer siebentorigen Stadtmauer umgeben, denn der Ort war zu einer wichtigen Post- und Handelsstation auf dem Weg von Paris nach Lyon geworden; außerdem ließ er wahrscheinlich die Markthalle erbauen.

## Sehenswürdigkeiten
Siehe auch: Liste der Monuments historiques in Milly-la-Forêt
- In einem kleinen Garten steht die Chapelle Saint-Blaise-et-des-Simples aus dem 12. Jahrhundert. Diese ehemals zu einer Leprastation gehörende und dem hl. Blasius geweihte Kapelle an seinem letzten Wohnort hatte Jean Cocteau ausgemalt, damit sie später einmal sein Grabdenkmal werde. Am 11. Oktober 1963 starb er bei Paris und wurde hier beigesetzt. Zur Trauerfeier wurde das von seinem Künstlerfreund  Arno Breker geschaffene Bronze-Bildnis in Anwesenheit von Jean Marais und zahlreichen Trauergästen in der Kapelle aufgestellt.(Monument historique seit 1982).[3]
- Am Château de Milly-la-Forêt wurden von wechselnden Besitzern vom 13. bis zum 19. Jahrhundert immer wieder Veränderungen vorgenommen; (Monument historique seit 1996).[4]
- Die Kollegiatkirche Notre-Dame de l’Assomption entstand im 11. Jahrhundert – aus dieser Zeit stammt jedoch nur noch der untere Teil des Glockenturms (clocher); alle anderen Bauteile datieren aus dem 14./15. Jahrhundert. Teile der Innenausstattung sind bemerkenswert.  (Monument historique seit 1926).[5]
- Ein runder Taubenturm (colombier) unterscheidet sich von vielen anderen Exemplaren dieser Art durch seine bis zum Erdboden reichenden Außenmauern. Der Vogelkot wurde in den Gärten als Dünger ausgebracht.
- Die im Jahr 1479 erbaute Markthalle ist ca. 46 m lang und 16 m breit. An den beiden Längsseiten reicht das auf 48 Stützen ruhende Dach fast bis zum Boden herab; an den Schmalseiten ist es abgewalmt (Monument historique seit 1923).[6]
- Im Ort stehen zwei Waschhäuser (lavoirs) aus dem 19. Jahrhundert.
- Das Gebäude des Espace Culturel Paul Bédu zeigt zahlreiche Objekte aus dem Umfeld Jean Cocteaus und Niki de Saint-Phalles.[7]

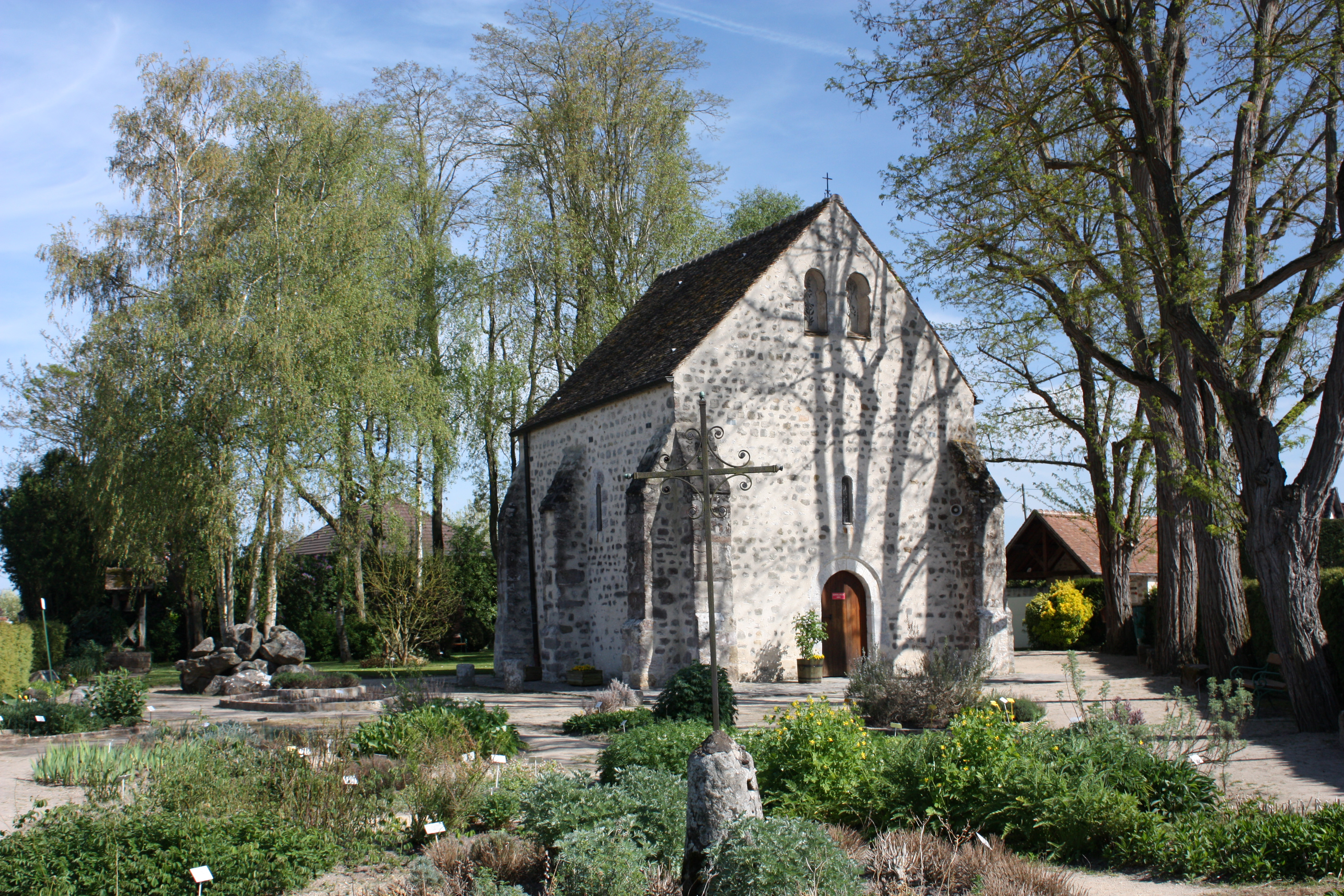
Chapelle Saint-Blaise-des-Simples
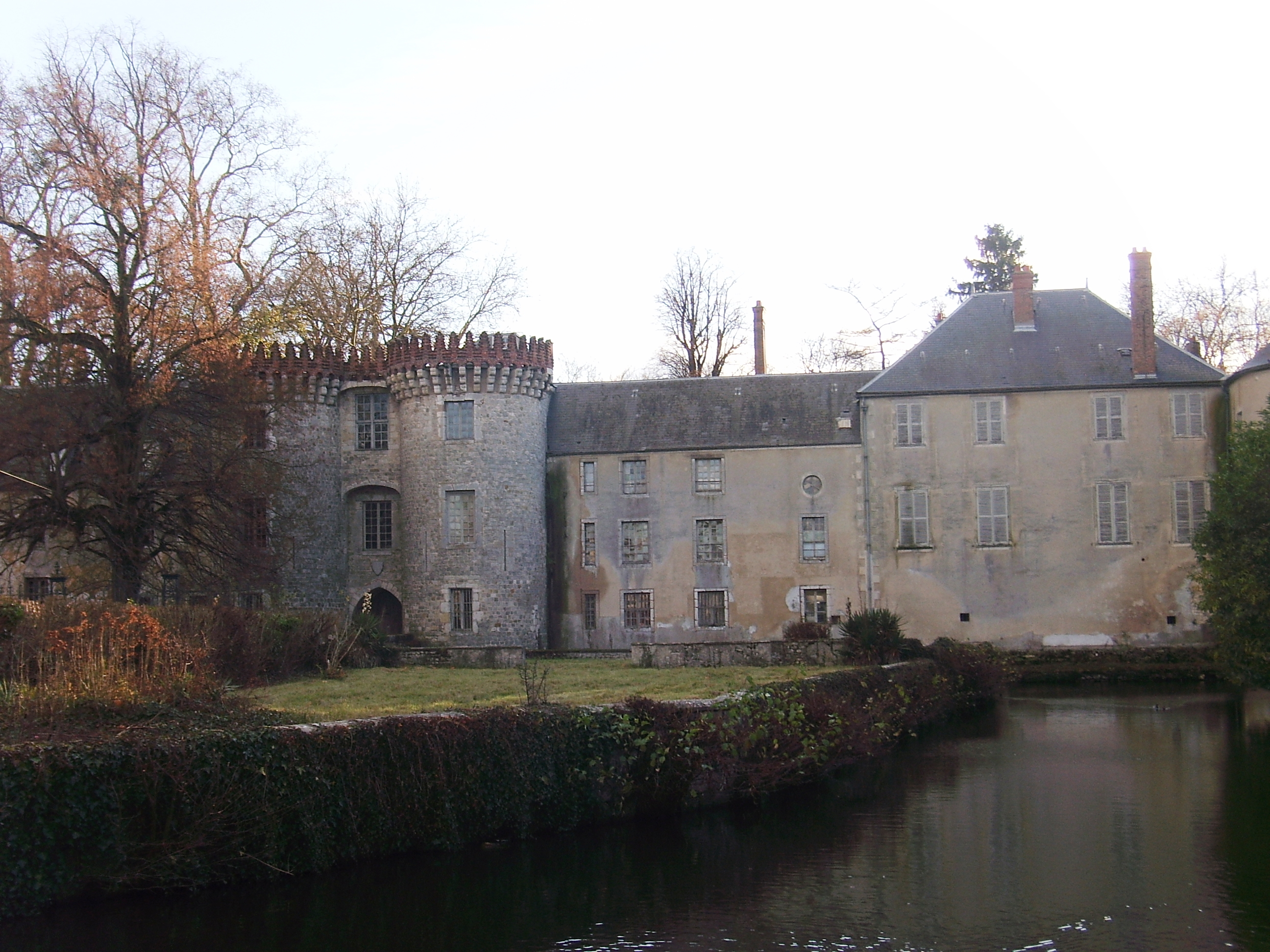
Château
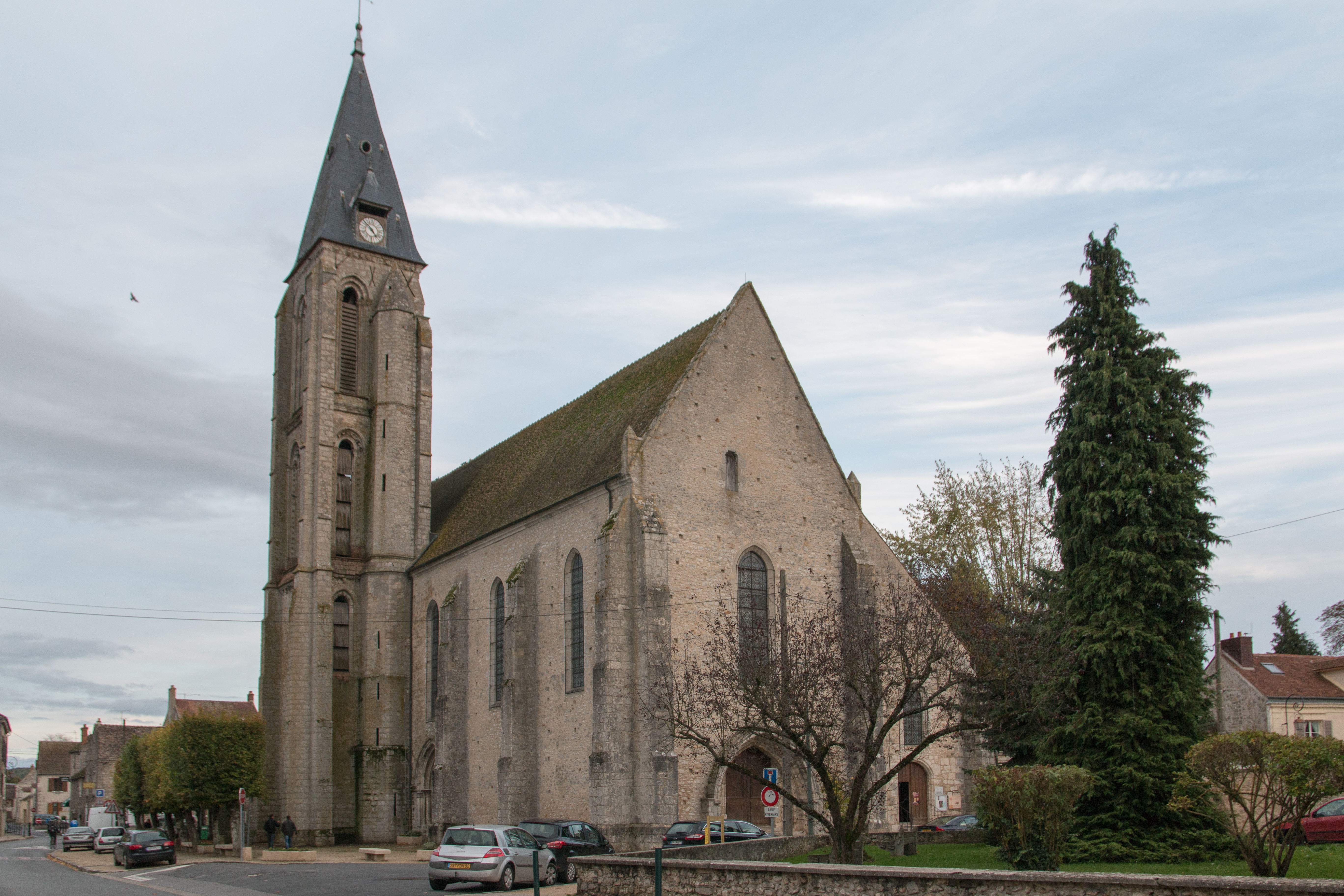
Notre-Dame de l’Assomption
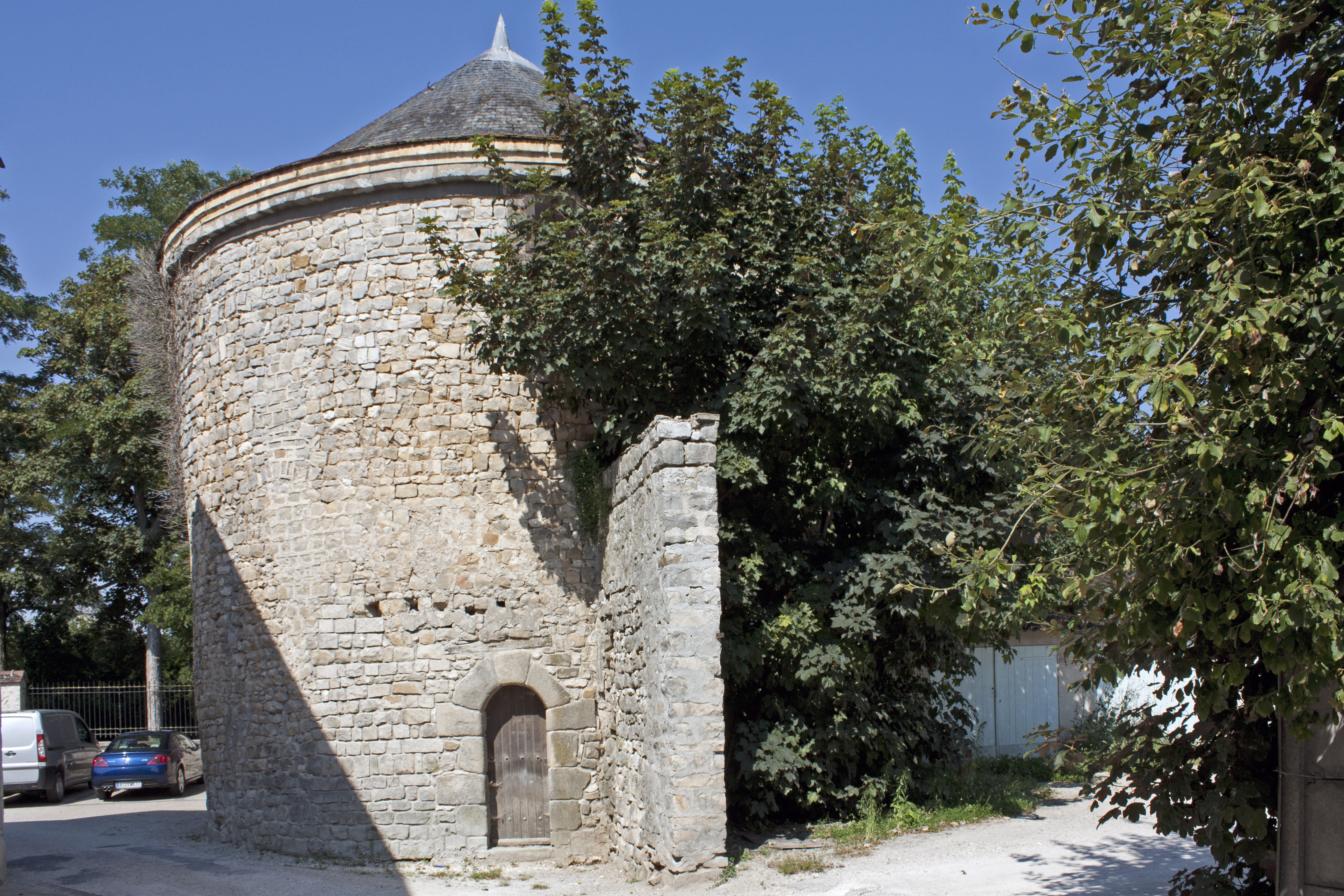
Taubenturm (colombier)
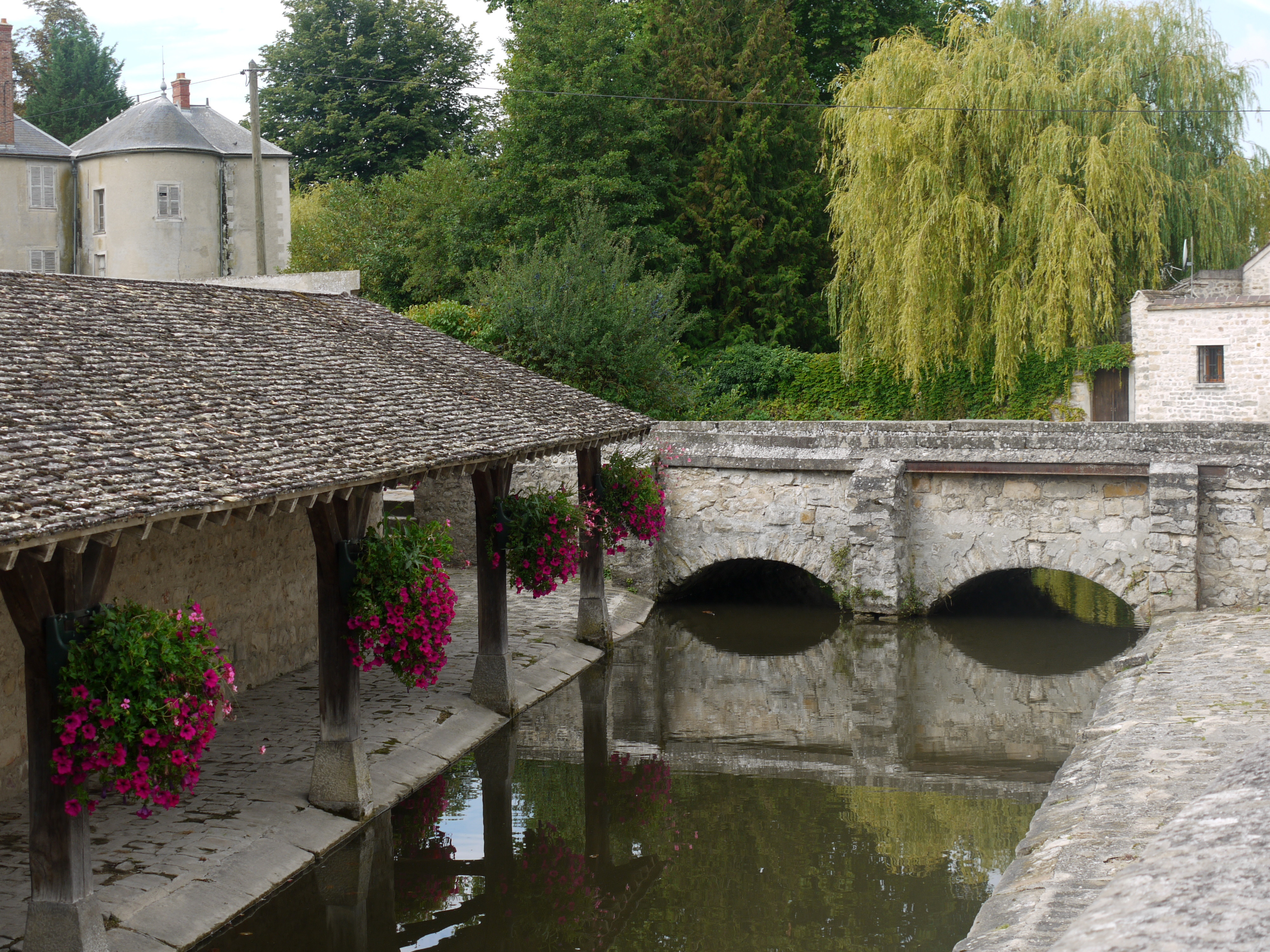
Waschhaus (lavoir)
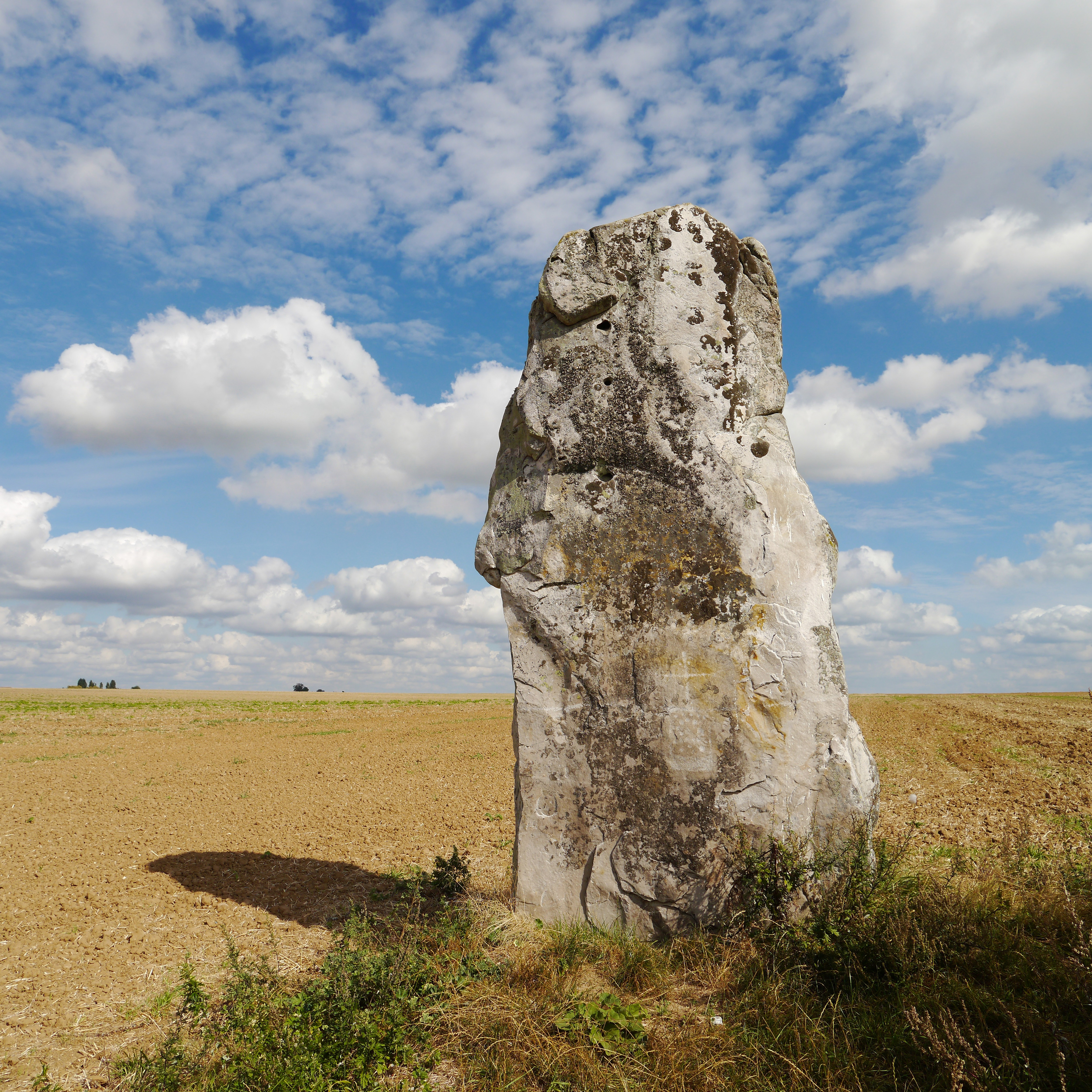
Menhir Pierre Droite

Umgebung
- In einem Wäldchen ca. 25 m nördlich des Ortes befindet sich das Le Cyclop genannte Museum des „Tinguelyschen Universums“, ein Monument der zeitgenössischen Kunst des 20. Jahrhunderts. Das Werk, 1969 begonnen, ist aus der Zusammenarbeit von fünfzehn Künstlern entstanden – es beherbergt unter anderem Werke von Niki de Saint Phalle, Daniel Spoerri, Paul Wiedmer, Arman, César, Jean-Pierre Raynaud, Eva Aeppli, Jesús Rafael Soto, Bernhard Luginbühl, Seppi Imhof, Rico Weber, Larry Rivers, Philippe Bouveret, Pierre Marie Lejeune und Jean Tinguely. Im Jahr 1987 haben Jean Tinguely und Niki de Saint Phalle Le Cyclop dem französischen Staat geschenkt.[8]
- In den Feldern circa drei Kilometer südwestlich des Ortes (48° 22′ 46,3″ N, 2° 24′ 43,8″ O) steht der etwa vier Meter hohe Pierre Droite, einer der wenigen Menhire Zentralfrankreichs (Monument historique seit 1974).[9][10]

## Persönlichkeiten
- Wulfram von Sens (um 640 – um 720 oder 740), Bischof von Sens, Heiliger
- Jean Cocteau (1889–1963), Schriftsteller, Regisseur und Maler
- Christian Dior (1905–1957), Modedesigner
- Clotilde Joano (Clotilde Rabinowitsch) (1932–1974), Schweizer Schauspielerin

## Gemeindepartnerschaften
- Morsbach, Deutschland
- Forest Row, England